# فيليس كروفورد
فيليس كروفورد (بالإنجليزية: Phyllis Crawford)‏ هي كاتبة للأطفال وكاتِبة أمريكية، ولدت في 8 فبراير 1899، وتوفيت في يوليو 1980.